# Subacronicta megacephala
 je vrsta noćnog leptira iz porodice sovica (Noctuidae).

## Rasprostranjenje, stanište i biljka hraniteljka
Vrsta Subacronicta megacephala prisutna je od Maroka do Japana, a u Srednjoj Evropi je relativno česta vresta. Kako tradicionalno ime engleskog govornog područja ukazuje, poplar grey je vrsta koja se primarno hrani lišćem topole, pri čemu je najčešće beležena vrsta Populus tremula (jasika). Retko, gusenice su nalažene i na lišću vrba. Staništa mogu biti mešovita šumska, ali i urbana poput aleja topola, parkova, bašti i slično.

## Opis vrste
može imati jednu ili dve generacije, u zavisnosti od geografskog područja. Gusenice su aktivne od ranog juna do septembra, a adulti preklapajućih generacija lete od maja do septembra. Jaja su položena na list biljke hraniteljke, veoma translucentna i neprimetna. Od samog izleganja do ulutkavanja gusenice su belim poljem specifično markirane na kaudalnom delu. Zrele gusenice nalikuju srodnici iz potporodice Acronictinae, prošaranog su integumenta, osnove sete su obojene i papilozne, a same sete guste i bele. Glavena kapsula je krupna u odnosu na telu. Gusenice se hrane biljnim materijalom sa sredine listova, ostavljajući samo nervaturu. Obično odmaraju zauzimajući položaj upitnika. Lutka je glatka i tamno smeđa, zaštićena kokonom. Vrsta prezimljava u ovom stadijumu. Adulti su nespecifičnog izgleda što ponekad predstavlja poteškoću u determinaciji, sivkasto obojeni i raspona krila do 45mm. Na prednjim krilima je jedini istaknuti element okrugla  markacija tamnog centra i belog ruba. Adulte privlače veštačko osvetljenje i šećerne paste i rastvori. 

## Literatura
- Chinery, Michael Collins Guide to the Insects of Britain and Western Europe 1986 (reprinted 1991)
- Skinner, Bernard Colour Identification Guide to Moths of the British Isles 1984